# Nicolás Peric
Pour les articles homonymes, voir Perić.
Nicolás Peric, né le 19 octobre 1978 à Talca, est un footballeur international chilien d'origine croate évoluant au poste de gardien de but. Son surnom est « Loco » (« fou »).

## Biographie

### Carrière en club
Peric a commencé sa carrière professionnelle avec Club Social de Deportes Rangers. Ensuite, il est passé à Club Deportivo Universidad de Concepción en 2004. En décembre 2004, Peric a été suspendu pendant six mois parce qu'il avait été contrôlé positif à la cocaïne avant le match contre Bolivar. En 35 matchs, Peric a marqué un but. Il a été vendu à l'Unión Española où il a rarement obtenu le temps de jeu, mais le club était champion en titre. Pour la Copa América 2007, Peric a reçu une convocation de l'équipe nationale. Le 7 janvier 2008, il a été confirmé comme gardien de but chilien jouant pour Gençlerbirliği à Ankara.